# Chu Cung vương
Chu Cung Vương (chữ Hán: 周共王; 962 TCN - 900 TCN), một âm khác là Cộng Vương, vị quân chủ thứ sáu của nhà Chu trong lịch sử Trung Quốc. Ông trị vì tổng cộng 23 năm, từ năm 922 TCN đến năm 900 TCN.

## Tiểu sử
Chu Cung vương tên thật là Cơ Ê Hỗ (姬繄扈). Ông là con trai Chu Mục vương, vị quân chủ thứ năm của nhà Chu. Sử ký không chép mẹ ông là ai.
Sử ký biên chép một sự kiện duy nhất trong thời Cung vương trị vì. Ông đi tuần du đến miền Kinh Thủy, có Mật Khang Công đi theo. Mẹ Mật Khang Công khuyên con nên dâng 3 mỹ nhân cho Cung vương. Mật Khang Công không nghe theo, Cung vương bèn giết chết Mật Khang Công.
Năm 900 TCN, Chu Cung vương qua đời. Thái tử Cơ Giản lên nối ngôi, tức là Chu Ý vương.